# Communauté de communes l'Aurence et Glane Développement
La communauté de communes l'Aurence et Glane Développement est une ancienne communauté de communes française, située dans le département de la Haute-Vienne, en région Nouvelle-Aquitaine. Créée en 1997, elle disparaît en 2016.

## Histoire
La communauté de communes l'Aurence et Glane Développement forme avec la communauté d'agglomération Limoges Métropole le pays de Limoges.
La commune de Couzeix, qui accueillait le siège de la communauté de communes jusqu'en 2013, a été intégrée le 1er janvier 2014 à la communauté d'agglomération Limoges Métropole.
Les habitants de la commune de Chaptelat ont souhaité rejoindre la communauté d'agglomération Limoges Métropole. Dans le cadre du schéma départemental de coopération intercommunale, la communauté de communes disparaît à la date du 31 décembre 2016, absorbée par la nouvelle communauté de communes Élan Limousin Avenir Nature.

## Composition
Avant sa disparition, elle regroupait neuf communes, soit une population municipale de 8 868 habitants au recensement de 2012 :
| Nom           | Code Insee | Gentilé       | Superficie (km2) | Population (dernière pop. légale) | Densité (hab./km2) |
| ------------- | ---------- | ------------- | ---------------- | --------------------------------- | ------------------ |
| Nieul (siège) | 87107      | Nieulois      | 16,97            | 1 652 (2014)                      | 97                 |
| Breuilaufa    | 87022      | Breuilaufais  | 4,60             | 140 (2014)                        | 30                 |
| Chamboret     | 87033      | Chamborêtauds | 21,59            | 778 (2014)                        | 36                 |
| Chaptelat     | 87038      | Catalacois    | 17,92            | 2 050 (2014)                      | 114                |
| Le Buis       | 87023      | Buinauds      | 6,55             | 193 (2014)                        | 29                 |
| Nantiat       | 87103      | Nantiauds     | 25,42            | 1 579 (2014)                      | 62                 |
| Saint-Jouvent | 87152      |               | 24,96            | 1 662 (2014)                      | 67                 |
| Thouron       | 87197      |               | 13,73            | 517 (2014)                        | 38                 |
| Vaulry        | 87198      | Vaurinaux     | 16,03            | 404 (2014)                        | 25                 |